# Ferrovia Napoli-Salerno
La ferrovia Napoli-Battipaglia è una ferrovia italiana che collega la città di Napoli a Battipaglia passando per l'area vesuviana ed immettendosi nell'Agro Nocerino Sarnese. Nella tratta fino a Nocera Inferiore è stata la prima linea ad essere stata progettata in Italia, mentre in quella fino a Portici la prima ad essere entrata in funzione.

## Storia

### Costruzione

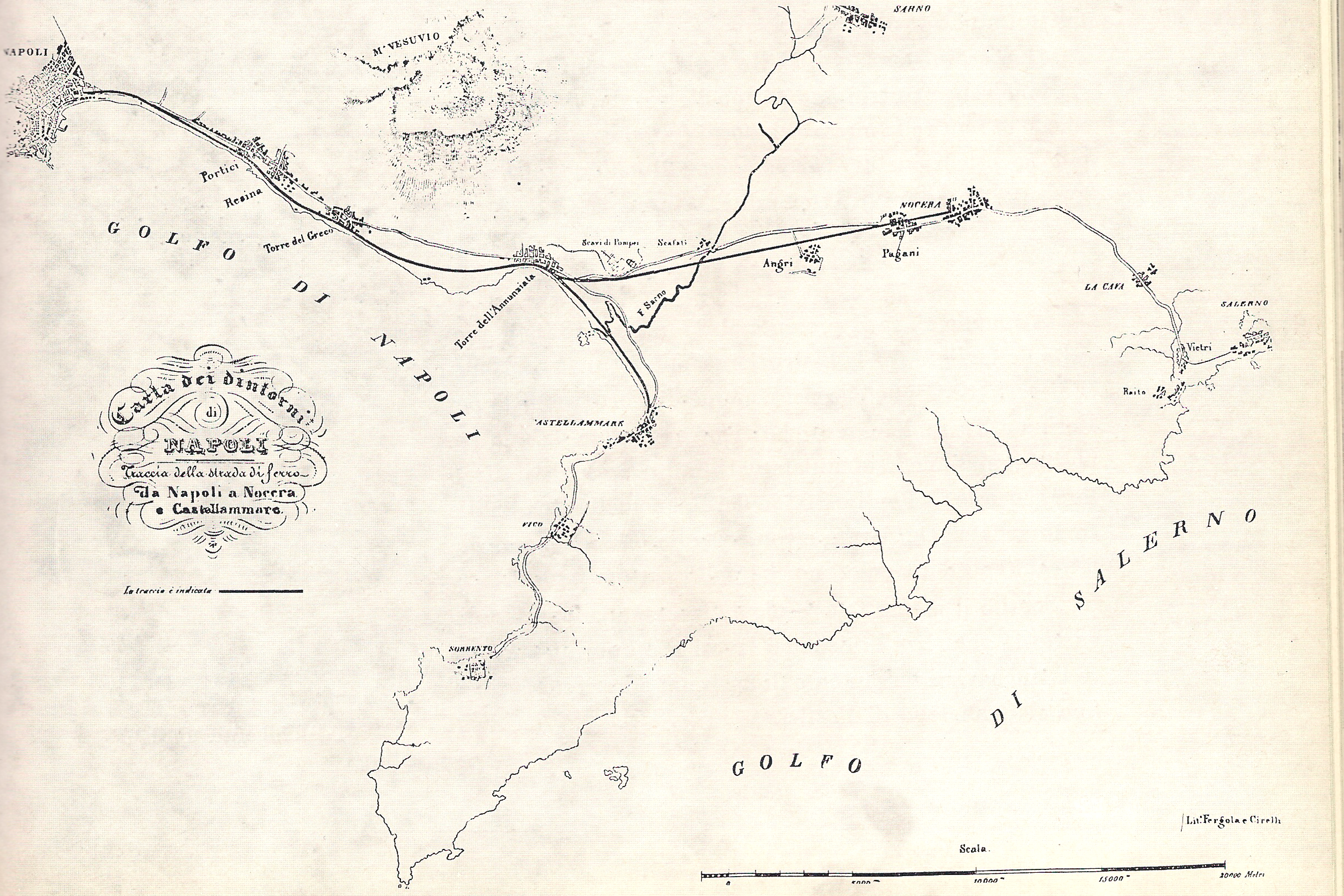
Il progetto della ferrovia da Napoli a Nocera Inferiore e Castellammare di Stabia

La storia di questa ferrovia ha costituito l'inizio della storia della ferrovia in Italia quando, appena sei anni dopo l'inaugurazione della prima ferrovia al mondo, realizzara in Inghilterra tra Manchester e Liverpool il 25 gennaio 1836, l'ingegner Armando Giuseppe Bayard de le Vingtrie chiese al re delle Due Sicilie Ferdinando II la concessione per costruire a proprie spese una linea ferrata da Napoli a Nocera in cambio della concessione della gestione per 99 anni.
Ottenuto l'assenso dal sovrano alla realizzazione del progetto, il 19 giugno 1836 venne firmata la convenzione cui veniva concessa all'ingegnere Armando Giuseppe Bayard de la Vingtrie l'autorizzazione per la costruzione a proprie spese in quattro anni di una linea ferroviaria da Napoli a Nocera Inferiore, con un ramo per Castellammare che si sarebbe staccato all'altezza di Torre Annunziata, con facoltà di proseguirla verso Salerno, Avellino ed altre località. L'anno seguente venne costituita a Parigi la società Bayard & De Vergès, della quale facevano parte l'ingegnere, i suoi due fratelli e l'ingegnere Fortunato de Vergès, per la costruzione e la gestione della ferrovia.
I lavori, diretti da Bayard, incominciarono l'8 agosto 1838, mentre per i convogli vennero utilizzati vagoni costruiti nello stabilimento Zino & Henry di San Giovanni a Teduccio ai Granili, nell'area orientale di Napoli, e locomotive per la cui realizzazione fu necessario rivolgersi all'industria straniera: la progettazione, così come il capitale investito, era francese, le locomotive, di rodiggio 1 A 1, giunsero dal Regno Unito ed erano costruite sul modello delle prime progettate da George e Robert Stephenson, nelle officine Longridge e Starbuk e Co. di Newcastle.
Il primo tratto della linea dalla stazione al Carmine di Napoli giungeva a Portici, di fronte al porticciolo del Granatello, con un percorso di 7 chilometri e 640 metri. Tra le opere per la realizzazione della Napoli-Portici importante fu la costruzione di un ponte a due archi che consentiva alla ferrovia di sottopassare la Regia strada delle Calabrie, denominato "Ponte dei Francesi" ed esistente ancora oggi lungo la linea. La linea venne inaugurata il 3 ottobre del 1839 con grande solennità. Il primo treno era composto da otto vetture che trasportavano 48 invitati, una rappresentanza militare costituita da 60 ufficiali, 30 fanti, 30 artiglieri e 60 marinai e nell’ultima vettura la banda della guardia reale. Il convoglio si arrestò dinanzi al palco allestito presso la villa del Carrione al Granatello di Portici dove ad attendere il treno c'era il sovrano, che si accomodò sulla vettura reale posta al centro del treno per fare ritorno a Napoli, accompagnato dall'ingegner Bayard.

### Società Bayard & De Vergès (1839-1863)
| Tratta                            | Inaugurazione  |
| --------------------------------- | -------------- |
| Napoli-Portici                    | 3 ottobre 1839 |
| Portici-Torre del Greco           | 1º maggio 1841 |
| Torre del Greco-Torre Annunziata  | 2 agosto 1842  |
| Torre Annunziata-Nocera Inferiore | 19 maggio 1844 |
| Nocera Inferiore-Cava dei Tirreni | 31 luglio 1858 |
| Cava dei Tirreni-Vietri sul Mare  | 1º agosto 1860 |
| Vietri sul Mare-Salerno           | 20 maggio 1866 |

La linea, costruita inizialmente ad unico binario, venne raddoppiata dopo pochi mesi senza fermate intermedie. Nel 1840, in un'area fra la ferrovia ed il mare denominata "Pietrarsa", agli attuali confini dei comuni di Napoli e San Giorgio a Cremano, venne edificato un grosso opificio per la costruzione e la revisione delle locomotive a vapore e delle carrozze che ospitava anche una scuola di addestramento per i macchinisti e tale complesso industriale tra alterne vicende sarebbe rimasto in funzione fino al 1975, diventando, dal 1989, sede del Museo nazionale ferroviario di Pietrarsa. Le officine di Pietrarsa vennero raccordate alla linea con un apposito binario e alcuni decenni dopo la sua nascita, sul luogo venne creata anche una fermata omonima.
Il 4 agosto 1842 la ferrovia venne prolungata fino a Torre Annunziata e Castellammare di Stabia, tramite una diramazione apposita, con una fermata intermedia a Torre del Greco. Per prolungare la linea nella stazione di Portici venne aperto il tronco trasformando la stazione da stazione di testa in stazione passante.
Nel 1843 la Stazione al Carmine venne affiancata sul lato nord dalla stazione della società Regia, capolinea della ferrovia per Caserta, anch'essa di testa, conosciuta colloquialmente come Napoli Terminale; le due stazioni furono collegate da un binario di raccordo.
Il 18 maggio 1844 la ferrovia venne ulteriormente prolungata da Torre Annunziata a Nocera Inferiore con fermate intermedie a Pompei, Scafati, Angri e Pagani. Il 31 luglio 1858 la ferrovia raggiunse Cava dei Tirreni e il 31 luglio del 1860 Vietri sul Mare.

### Società Italiana per le Strade Ferrate Meridionali (1863-1885)

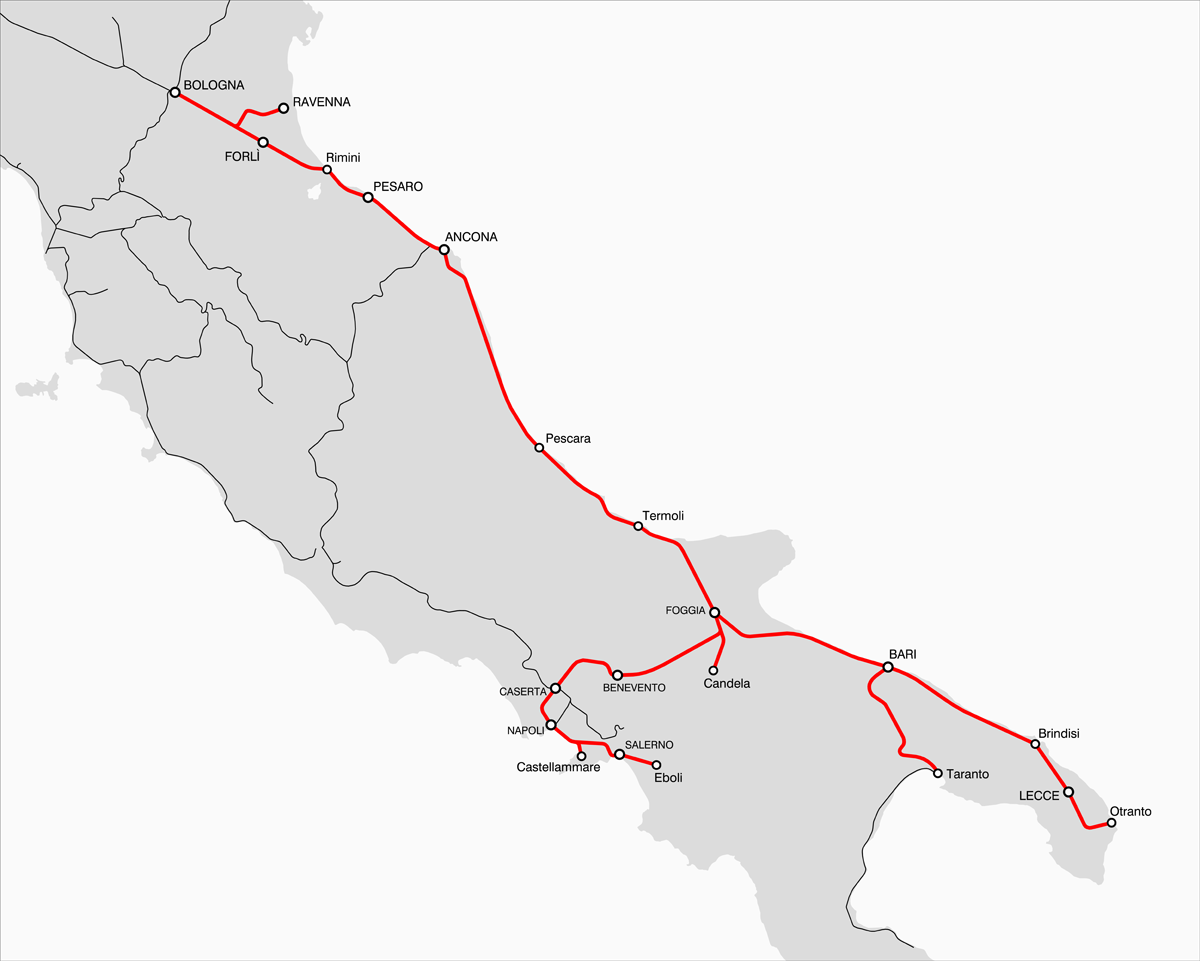
La rete SFM al 1º gennaio 1873, con la presenza della Napoli-Salerno e della diramazione per Castellammare

Durante il periodo di dittatura di Garibaldi a Napoli, nel 1860, il generale aveva decretato la costruzione a spese dello Stato di linee ferroviarie allo scopo di attuare la congiunzione con la rete romana di ambedue i versanti adriatico e tirrenico del cessato regno borbonico.
Fu a questo punto che il conte, nonché industriale mazziniano, Pietro Bastogi, banchiere livornese, raccolse un capitale di 100 milioni di lire per la costituzione di una società ferroviaria: con la Proclamazione del Regno d'Italia, a partire dal 1862, assunse la concessione per la «costruzione e l'esercizio di linee ferroviarie nell'Italia centrale e meridionale», stabilita poi con la legge del 21 agosto dello stesso anno. La nuova concessionaria, riprendendo i progetti borbonici, si costituì a Torino il 18 settembre 1862 assumendo la ragione sociale di Società Italiana per le Strade Ferrate Meridionali; successivamente la sede direzionale venne stabilita a Firenze. 
Nel corso del 1863 la neonata SFM acquisì dalla Società Bayard la ferrovia Napoli-Salerno, la diramazione per Castellammare e le relative stazioni; nello stesso anno, nell'ambito di un progetto ferroviario da Salerno per Eboli e Taranto, la società aveva avviato la costruzione di un tratto tra Salerno e Battipaglia.
Il 20 maggio 1866 la linea fra Napoli e Salerno venne completata raccordandosi con il tratto tra Salerno e Battipaglia. Intanto in seguito all'aumento del traffico e alle mutate necessità dopo l'Unità d'Italia, venne deciso che a Napoli i traffici fossero concentrati in un'unica stazione centrale, di testa anch'essa, posta a nord delle due precedenti. La stazione, che venne aperta al traffico il 7 maggio 1867, conteneva sei binari di testa, aveva forma ad U, ad unico livello, con porticati lungo i lati e due corpi di fabbrica alle estremità della facciata; conseguentemente la stazione di Napoli al Carmine e la stazione di Napoli Terminale vennero declassate a impianto di servizio e l'edificio della stazione al Carmine destinato a officina deposito della Società per le Strade Ferrate Meridionali.

### Società Italiana per le Strade Ferrate del Mediterraneo (1885-1905)
Successivamente il governo italiano, in attuazione della Legge nº3048 del 27 aprile 1885, provvide a riunire la maggior parte delle ferrovie della penisola in due grandi reti disposte in senso longitudinale rispetto ad essa, la Rete Mediterranea, di 4171 km, e la Rete Adriatica, di 4379, e le concesse in esercizio a due società private dietro pagamento di un canone allo Stato. La seconda rete rimase ad SFM, mentre quella mediterranea, che includeva la Napoli-Salerno, la diramazione per Castellammare e le rispettive stazioni, venne affidata alla Società Italiana per le Strade Ferrate del Mediterraneo, fondata per l'occasione, che con Decreto 8 maggio 1885 inglobò anche lo "Stabilimento d'Industrie Meccaniche di Pietrarsa e Granili", società costituita nel 1877, quando una crisi economica aveva portato la società Zino & Henry partenopea sull'orlo del fallimento e per scongiurare questa evenienza era intervenuto lo Stato, trasformando la ex "Zino-Henry" in "Stabilimento d'Industrie Meccaniche di Pietrarsa e Granili".
Il 15 aprile 1886 venne creato un raccordo con funzione esclusivamente di trasporto merci tra la stazione di Torre Annunziata Centrale ed il porto dove venne costruita la stazione di Torre Annunziata Marittima.

### Ferrovie dello Stato (1905-2001)
Nel 1905 arrivarono a termine le convenzioni per l'esercizio delle ferrovie stipulate nel 1885 in favore della Società Italiana per le Strade Ferrate Meridionali per la Rete Adriatica, della Società per le Strade Ferrate del Mediterraneo per la Rete Mediterranea e della Società per le strade ferrate della Sicilia per la Rete Sicula.
Fu approvato di conseguenza un disegno di legge, la legge 22 aprile 1905, n. 137 (chiamata legge Fortis ed entrata in vigore il 1º luglio 1905), che diede inizio al processo di statalizzazione delle ferrovie italiane: insieme alle successive integrazioni, fra cui la legge 7 luglio 1907 n. 429, la norma diede vita all'assetto giuridico e organizzativo dell'Amministrazione autonoma delle Ferrovie dello Stato. La denominazione alternativa della società statale, Azienda autonoma delle Ferrovie dello Stato, utilizzata de facto dal 1950, fu formalizzata nel 1958 con l'ordine di servizio 85/1958.
Poiché con il passare degli anni la capacità della stazione di Napoli, con i suoi soli sei binari, divenne insufficiente a gestire l'enorme aumento del traffico ferroviario passante per la città, venne deciso di traslare la zona dei binari di testa della stazione alcune centinaia di metri verso est, dove il maggior spazio disponibile permise di ottenere un piazzale interno molto più ampio consentendo di avere un numero più che doppio di binari. Con la costruzione della nuova stazione centrale di Napoli il primo tratto della linea venne deviato a partire dal "Ponte dei Francesi": l'inaugurazione della nuova linea avvenne il 30 gennaio 1921. La zona della vecchia stazione fu usata per la realizzazione di una stazione sotterranea. Il fabbricato viaggiatori originario venne adibito a stazione della metropolitana. La stazione entrò in servizio il 20 settembre 1925, con l'attivazione della tratta ferroviaria da Pozzuoli Solfatara a Napoli.. Si trattava di una stazione in trincea a 4 binari, in origine indicata come "piazzale basso" della stazione centrale, che assunse la denominazione di "Piazza Garibaldi" il 12 maggio 1927, il cui piano delle rotaie era stato abbassato di alcuni metri in trincea, proseguendo oltre la testata della stazione in due nuove gallerie sotterranee sotto Piazza Garibaldi e il centro di Napoli, permettendo così di avere un nuovo collegamento ferroviario diretto verso le zone di Mergellina e dei Campi Flegrei. La stazione di Piazza Garibaldi sarebbe stata utilizzata per tutto il XX secolo, oltre che per il servizio ferroviario metropolitano, anche come stazione sussidiaria di Napoli Centrale per treni a lunga percorrenza, evitando di dover fare l'inversione di marcia nella stazione centrale.
Il 20 dicembre 1925 venne costruito un raccordo per il traffico merci che dalla stazione di Salerno raggiungeva il porto commerciale attraverso il lungomare cittadino.
Il 12 maggio 1927 venne inaugurata, come semplice fermata, la stazione di Napoli Gianturco, quale nuovo capolinea del passante ferroviario proveniente da Pozzuoli, messo in esercizio due anni prima;; la stazione, che originariamente avrebbe dovuto avere denominazione "Pasconcello", venne creata ad uso della periferia orientale, all'epoca occupata da poche industrie. Originariamente la stazione era collegata solo al binario per Napoli Piazza Garibaldi e quindi non era inserita lungo la linea per Salerno.
A metà degli anni trenta venne completato il raddoppio dell'intera linea e nel 1938 venne completata l'elettrificazione, con conseguente riduzione dei tempi di percorrenza.
Nel corso della seconda guerra mondiale la stazione al Carmine venne gravemente danneggiata dai bombardamenti del 1943 e in particolare dall'esplosione, avvenuta il 28 marzo 1943 nel porto di Napoli, della motonave Caterina Costa, che causò il crollo di buona parte dell'edificio, salvo un'ala adibita a sede del Dopolavoro Ferroviario fino al 1980, quando in seguito al terremoto dell'Irpinia, la proprietà passò al Comune di Napoli. Da allora la struttura giace nel più completo abbandono ed è oggi ridotta allo stato di rudere, in condizioni di forte degrado, con ampie parti della costruzione demolite; della primitiva stazione resta solo una finestra della facciata ed alcune strutture interne.
Nel dopoguerra viene aggiunta la nuova stazione di Santa Maria la Bruna nel comune di Torre del Greco e nei pressi di questa stazione, alla fine degli anni sessanta, sorsero le Officine ferroviarie oggi facenti parte delle Officine Grandi Riparazioni, che raccolsero l'eredita degli impianti dei Granili e di Pietrarsa, in seguito alla loro definitiva chiusura.

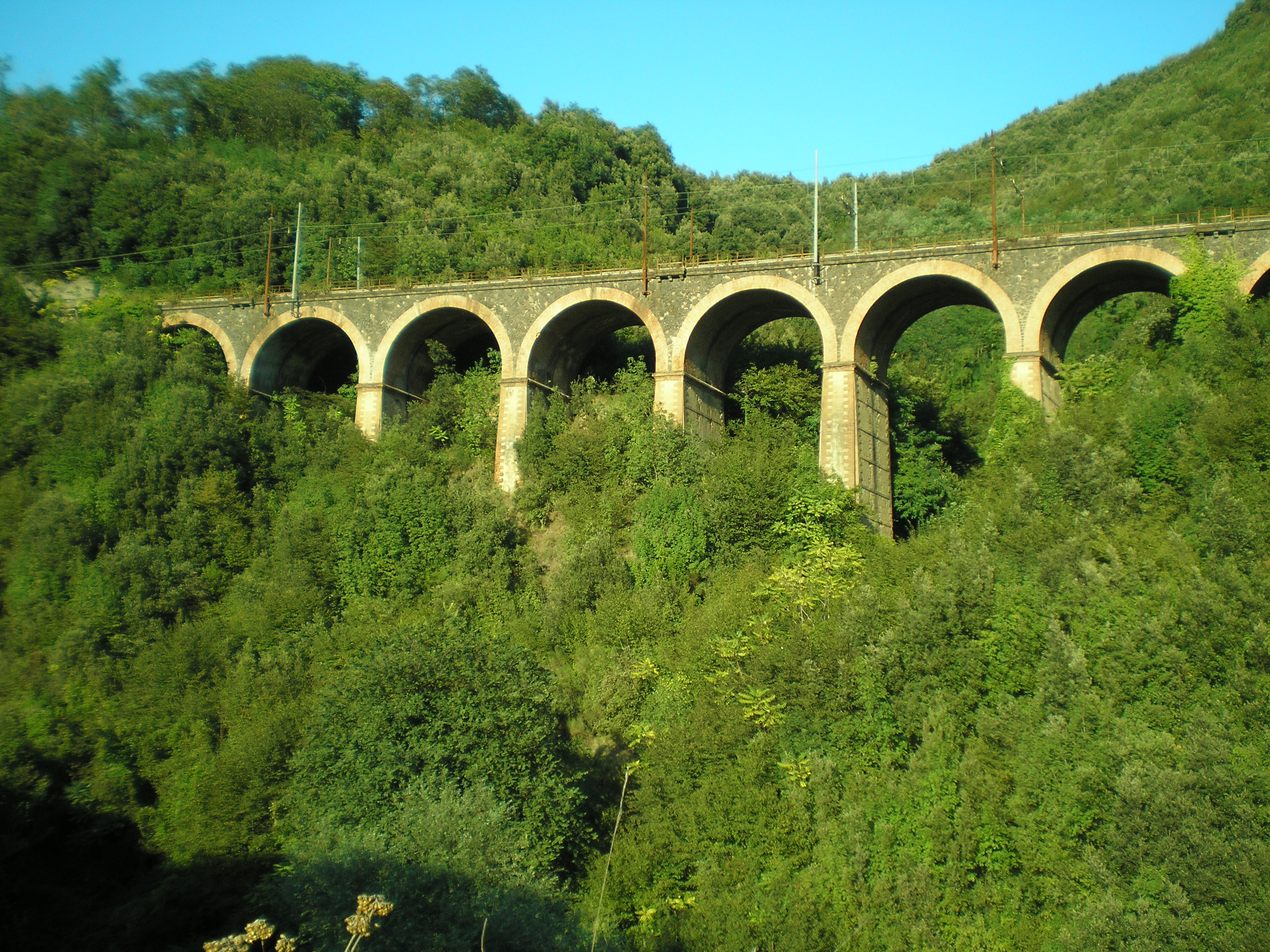
Ponte ferroviario presso Vietri sul Mare

L'alluvione del 1954, che interruppe la linea tra Cava de' Tirreni e Vietri sul Mare, impose per un certo periodo l'instradamento di molti convogli lungo quella che era definita circumsalernitana "Nocera – Codola – Mercato San Severino – Salerno", non elettrificata nel tratto tra Salerno e Mercato San Severino con notevoli disagi e ritardi.
Nel 1957, con la realizzazione di due binari passanti lungo la linea fra Napoli Centrale e Salerno, anche i treni diretti verso Torre Annunziata, Salerno e Gragnano hanno potuto effettuare la fermata nella stazione di Napoli Gianturco, che divenne così anche nodo di interscambio con il servizio metropolitano.
Nel 1960 venne completato il nuovo fabbricato viaggiatori della Stazione centrale di Napoli, ricostruito dopo i danni subiti nel corso della seconda guerra mondiale.
All'inizio degli anni sessanta si concretizzò il progetto di ammodernamento della linea mediante la costruzione di una tratta ex novo in galleria, poiché la linea salendo fino al valico di Cava dei Tirreni, con pendenza media del 30 per mille, imponeva l'utilizzo di locomotiva di spinta o di doppia trazione per i treni più pesanti rendendo necessaria, per percorrere la tratta in ascesa, la fermata a Salerno e a Nocera Inferiore per l'aggancio della locomotiva di spinta in coda o della doppia in testa limitava l'esercizio ferroviario nella sua potenzialità. Ottenuto il finanziamento iniziarono i lavori per la sua realizzazione che si conclusero con l'apertura nel 1977 della galleria Santa Lucia e l'inaugurazione della variante quasi tutta sotterranea fra Nocera Inferiore e Salerno sulla quale vennero instradati i treni a lunga percorrenza, mentre sulla vecchia linea via Cava dei Tirreni vennero instradati i soli servizi locali.
L'azienda ferroviaria statale, nella sua struttura amministrativa, rimase sostanzialmente invariata fino al 31 dicembre 1985. Dal 1º gennaio dell'anno seguente, in applicazione della legge 17 maggio 1985, n. 210, dopo 80 anni di vita cessò la vecchia Azienda Autonoma delle FS e prese vita il nuovo ente pubblico economico Ferrovie dello Stato. Nel 1992 vi fu la trasformazione in società per azioni, con unico azionista il Ministero dell'economia e delle finanze, assumendo la qualificazione giuridica di organismo di diritto pubblico.
All'inizio degli anni novanta fu costruita, in corrispondenza dello sbocco nord della galleria, nel comune di Nocera Superiore, una variante di collegamento con l'esistente ferrovia per Sarno creando il "Bivio Santa Lucia" allo scopo di smistare il traffico diretto a nord di Napoli, instradando i treni a lunga percorrenza attraverso Cancello, alleggerendo così il traffico sulla linea storica costiera. 

### Rete Ferroviaria Italiana (2001-presente)
Nel 2008 venne inaugurata la nuova linea ad alta velocità "a monte del Vesuvio", inaugurata il 15 aprile 2008, che collega direttamente Napoli a Salerno attraverso il bivio Santa Lucia e sulla quale vengono ora instradati i collegamenti a lunga percorrenza, mentre la linea costiera viene destinata ai collegamenti locali e metropolitani.
Il 5 febbraio 2014, un'ampia porzione del muro esterno della Villa d'Elboeuf, che costeggia la linea ferroviaria, è crollata finendo sulle rotaie; il crollo comportò la chiusura della linea fino al 12 aprile 2015 per consentire l'esecuzione di un manufatto di protezione.

## Caratteristiche
| Unknown route-map component "tCONTg" | Unknown route-map component "b" |

| Unknown route-map component "tHST" | Unknown route-map component "b" |

| Unknown route-map component "tSTRe" | Head station |  |

| Unknown route-map component "KRWg+l" | Unknown route-map component "KRWgr" |  |

| Unknown route-map component "CONTgq" | Unknown route-map component "KRZo" | Unknown route-map component "KRZo" | Unknown route-map component "CONTfq" |  |

| Straight track | Unknown route-map component "ABZgl" | Unknown route-map component "CONTfq" |

| Station on track | Straight track |  |

| (217+302) |
| 0+689     |

|  | Unknown route-map component "ABZgl" | Unknown route-map component "KRZo" | Unknown route-map component "ABZq+l" | Unknown route-map component "CONTfq" |

| Unknown route-map component "eHST2" | Unknown route-map component "STR+c23" | Unknown route-map component "DST3" |

| Unknown route-map component "STRc1" | Unknown route-map component "ABZg+14" | Unknown route-map component "STRc4" |

| Unknown route-map component "SKRZ-Au" |

| Unknown route-map component "CONTgq" | Unknown route-map component "KRZu" | Unknown route-map component "CONTfq" |

| Station on track |

| Unknown route-map component "lDAMPF" | Unknown route-map component "ABZg+r" |  |

| Stop on track |

| Station on track |

| Station on track |

| Station on track |

| Stop on track |

| Unknown route-map component "exKDSTaq" | Unknown route-map component "eABZg+r" |  |

|  | Unknown route-map component "eABZg+l" | Unknown route-map component "exCONTfq" |

| Station on track |

| Unknown route-map component "CONTgq" | Unknown route-map component "ABZgr" |  |

| Unknown route-map component "SKRZ-Au" |

| Unknown route-map component "CONTgq" | Unknown route-map component "KRZu" | Unknown route-map component "CONTfq" |

| Unknown route-map component "eBHF" |

| Station on track |

| Station on track |

| Unknown route-map component "uexCONTgq" | Unknown route-map component "emTHSTxu" | Unknown route-map component "uexCONTfq" |

| Station on track |

| Station on track |

| Station on track |

| 36+039  |
| (0+921) |

| Unknown route-map component "bSHI2lr" |

| Unknown route-map component "d" | Straight track | Unknown route-map component "ABZgl+xl" | Unknown route-map component "dCONTfq" |

| Straight track | Unknown route-map component "eDST" |

| Unknown route-map component "eKRWg+l" | Unknown route-map component "eKRWgr" |

| Station on track | Straight track |

| Unknown route-map component "d" | Straight track | Unknown route-map component "ABZg+l" | Unknown route-map component "dCONTfq" |

| Straight track | Non-passenger station/depot on track |

| Straight track | Unknown route-map component "tSTRa" |

| Unknown route-map component "SKRZ-Au" | Unknown route-map component "tSTR" |

| Station on track | Unknown route-map component "tSTR" |

| Stop on track | Unknown route-map component "tSTR" |

| Unknown route-map component "tSTRa" | Unknown route-map component "tSKRZ-A" |

| Unknown route-map component "tHST" | Unknown route-map component "tSTR" |

| Unknown route-map component "tSTRe" | Unknown route-map component "tSTRe" |

| Unknown route-map component "bSHI2+lr" |

|  | Unknown route-map component "ABZg+l" | Unknown route-map component "CONTfq" |

| Station on track |

| (15+732) |
| 53+090   |

|  | Unknown route-map component "ABZgl" | Unknown route-map component "CONTfq" |

| Unknown route-map component "hbKRZWae" |

| Unknown route-map component "exKDSTaq" | Unknown route-map component "eABZg+r" |  |

| Unknown route-map component "hbKRZWae" |

| Station on track |

| Stop on track |

| Unknown route-map component "hbKRZWae" |

| Station on track |

| 72+793 |
| 0+000  |

|  | Unknown route-map component "ABZgl" | Unknown route-map component "CONTfq" |

|  | Unknown route-map component "eABZgLl" | Unknown route-map component "exLCONTfq" |

| Continuation forward |

La linea ha una lunghezza secondo la progressiva della linea originaria	di Km 53+090 a doppio binario, elettrificata a corrente continua a 3 kV a scartamento ordinario di 1435 mm e il suo esercizio gestito da un Dirigente centrale che ha sede a Napoli.

### Percorso
La linea corre lungo la costa percorrendo tutto il golfo di Napoli fino a Torre Annunziata, dove l'infrastruttura è connessa con la diramazione per Castellammare di Stabia e Gragnano; la stazione di Torre Annunziata Centrale era connessa anche con la linea per Cancello, senza traffico dal 2006 e poi soppressa con decreto nº 420 del 10 ottobre 2014, e con il porto oplontino mediante un raccordo per la stazione di Torre Annunziata Marittima, al servizio delle diverse industrie della zona. 
Da Torre Annunziata la linea prosegue per Salerno addentrandosi nella piana dell'agro nocerino-sarnese raggiungendo Nocera Inferiore, dove si dirama la linea per Codola che confluisce nella linea Cancello-Avellino. 
Da Nocera Inferiore la linea prosegue per Salerno o tramite la galleria Santa Lucia o proseguendo per il vecchio percorso in buona parte costruito su viadotto: il vecchio percorso è caratterizzato da una elevata pendenza di circa il 30‰ che raggiungeva la sua massima altezza in prossimità della stazione di Cava dei Tirreni e richiedeva per i treni più pesanti l'intervento di locomotori ausiliari per percorrere la tratta in ascesa da Nocera Inferiore in direzione sud e da Salerno in direzione nord. 
Procedendo verso Salerno attraverso la galleria Santa Lucia, poco prima dell'imbocco nord della galleria la linea è connessa dal 1992 mediante un nuovo posto di movimento con funzioni di bivio che prende il nome di "Bivio Santa Lucia" con la stazione di Sarno e dal 2008 mediante lo stesso bivio con la linea a monte del Vesuvio.

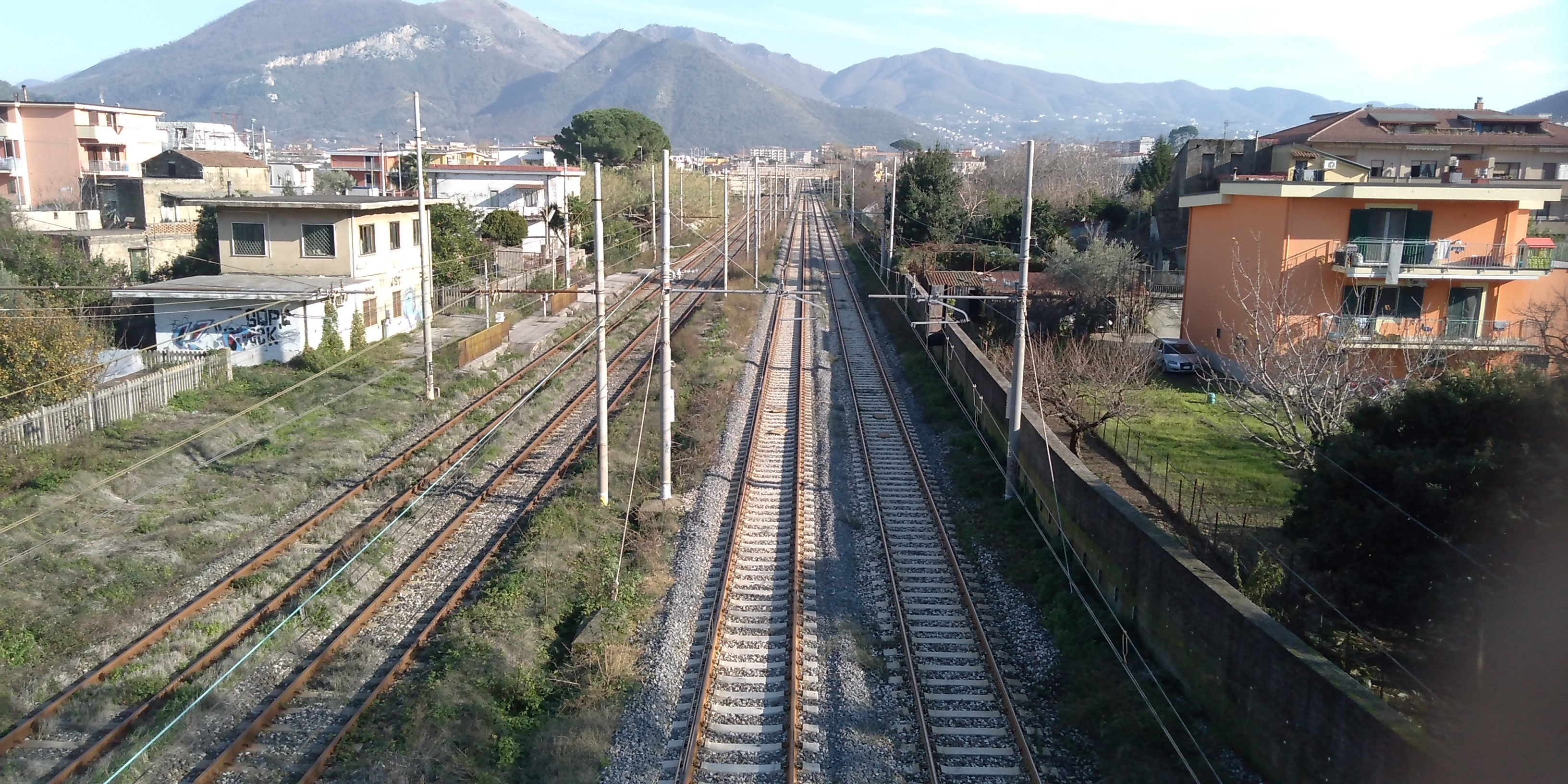
Posto di movimento dismesso di Bivio Grotti

Precedentemente alla realizzazione della galleria Santa Lucia e dell'omonimo bivio era presente un raccordo, creato durante la guerra, che congiungeva la linea proveniente da Codola e da Sarno con la linea per Salerno, quasi all'altezza di Nocera Superiore, evitando ai convogli diretti a Salerno l'inversione di marcia alla stazione di Nocera Inferiore. Tale raccordo venne inizialmente utilizzato solo da servizi merci. Nel 1977 con l'inaugurazione della variante fra Nocera Inferiore e Salerno, attraverso la galleria Santa Lucia, il raccordo venne collegato alla nuova linea per Salerno, rendendo necessaria la realizzazione di un nuovo posto movimento con funzioni di bivio che prese il nome di Bivio Grotti, dotato anche di due marciapiedi, il primo sul primo binario, il secondo fra il secondo e terzo binario, che servivano solo per consentire fermate straordinarie per i ferrovieri in servizio. Il posto di movimento di Bivio Grotti rimase in servizio fino al 1992 quando la realizzazione del bivio Santa Lucia che collegava direttamente Sarno con Salerno rese superflua l'esistenza e venne pertanto chiuso.
Sul percorso storico, superata la stazione di Cava dei Tirreni la linea prosegue verso Vietri sul Mare giungendo infine a Salerno, con la stazione Duomo-Via Vernieri prima e poi, superata la diramazione per Mercato San Severino, con quella stazione di Salerno. 
Dalla stazione di Salerno parte una diramazione per Arechi che, affiancando per la maggior parte del percorso la linea storica, svolge la funzione di servizio metropolitano di cui è previsto il prolungamento fino all'Aeroporto Internazionale di Salerno-Pontecagnano "Costa d'Amalfi".
La linea quindi supera il fiume Irno superato il quale vi era, fino al 2006 una diramazione per il porto di Salerno.
Dopo aver superato il fiume Picentino si incontrano le stazione di Pontecagnano e Montecorvino e dopo aver superato il fiume Tusciano si giunge alla stazione di Battipaglia da dove la linea si dirama proseguendo lungo la linea costiera attraverso la linea tirrenica si collega con Villa San Giovanni e Reggio Calabria e proseguendo verso l'interno la linea, passando per Potenza, raggiunge la costa jonica a Metaponto.

## Materiale rotabile
Sulla linea vengono impiegati per il servizio metropolitano e regionale gli ETR 425, cioè i "Jazz" 
Questi convogli svolgono servizio anche sul passante ferroviario di Napoli, a cui la Napoli-Battipaglia si ricollega senza soluzione di continuità tramite la stazione di Napoli Piazza Garibaldi.
Per i servizi regionali tra la stazione di Torre Annunziata Centrale e quella di Napoli Centrale è inoltre utilizzato il treno alta frequentazione, l'ALe 426.